# Suphalomitus serratus
Suphalomitus serratus is een insect uit de familie van de vlinderhaften (Ascalaphidae), die tot de orde netvleugeligen (Neuroptera) behoort. 
Suphalomitus serratus is voor het eerst wetenschappelijk beschreven door Fraser in 1922.